# Neobisium pyrenaicum
Espèce
Neobisium pyrenaicum est une espèce de pseudoscorpions de la famille des Neobisiidae.

## Distribution
Cette espèce se rencontre en France dans les Pyrénées-Orientales vers l'étang de Lanoux et en Espagne en Catalogne dans le parc naturel de Cadi-Moixero.

## Description
Le mâle holotype mesure 1,600 mm et la femelle paratype 1,875 mm.

## Étymologie
Son nom d'espèce lui a été donné en référence au lieu de sa découverte, les Pyrénées.

## Publication originale
- Heurtault, 1980 : La néochétotaxie majorante prosomatique chez les Pseudoscorpions Neobisiidae: Neobisium pyrenaicum et N. mahnerti sp. n. Comptes-Rendus Veme Colloque d'Arachnologie d'Expression Française, Barcelona, p. 87-97 (texte intégral).